# Ukve
Ukve (italijansko Ugovizza, nemško Uggowitz, furlansko Ugovize) so starodavno naselje v Občini Naborjet - Ovčja vas v Videmski pokrajini v Italiji. Ležijo na sredini Kanalske doline med Trbižem ter Tabljo oziroma 9 km zahodno od Trbiža. Naselje so že v 7. stoletju ustanovili Slovenci, ki tu še vedno živijo. Vas leži na višini 775 mnm.

## Galerija
- Pogled z juga, s Podgorskega vrha